# (486493) 2013 GN95
(486493) 2013 GN95 es un asteroide perteneciente a la familia de Eunomia en el cinturón de asteroides, es un asteroide perteneciente al cinturón de asteroides, descubierto el 13 de febrero de 2013 por el equipo del ESA OGS desde el Telescopio OGS, Gran Canaria, España.

## Designación y nombre
Designado provisionalmente como 2013 GN95.

## Características orbitales
2013 GN95 está situado a una distancia media del Sol de 2,644 ua, pudiendo alejarse hasta 2,932 ua y acercarse hasta 2,355 ua. Su excentricidad es 0,109 y la inclinación orbital 13,22 grados. Emplea 1570,48 días en completar una órbita alrededor del Sol.

## Características físicas
La magnitud absoluta de 2013 GN95 es 16,9.